# Hont, Madžarska
Hont je vas na Madžarskem, ki upravno spada pod podregijo Balassagyarmati Županije Nógrád.